# 电话销售
电话销售是一种直销模式，一般是销售人员通过电话向潜在的客户推销商品和服务。电话销售有时候也使用电话自动拨号，然后录音播放录音的方式。

## 历史
电话营销这个术语在20世纪70年代开始被广泛的使用。
电话营销（Telemarketing）被认为出现于20世纪80年代的美国。随着电话营销流程消费者为主导的市场的形成，以及电话、传真等通信手段的普及，很多企业开始尝试这种新型的市场手法。电话营销决不等于随机的打出大量电话，靠碰运气去推销出几样产品。

## 分类
电话营销从功能上分为两种:
1，完全意义上的电话销售，100%的订单都是通过电话来完成的；
2，电话销售只起到挖掘销售线索、处理订单、跟进客户、服务等的作用。由外部销售人员来配合，共同完成订单。
在企业中，实施电话销售的主要形式分为三种：
1，企业建立自己的call center，通过自己的销售人员来完成整个销售的流程，但因為call center建置成本高昂，故采用这种模式的企业一般规模较大，例如DELL；
2，企业有自己的销售人员，雖没有call center，但仍可使用有介接電腦功能的電話機來提高電腦化程度，以低成本達成call center功能，这种情况一般电话销售人员只做售前咨询和商机挖掘等，主要还是需要依靠外部销售来完成整个销售流程；
3，企业和一些call center运营商合作，将自己的产品委托给call center运行商来进行销售，属于电话销售外包服务。

## 步骤
电话销售可以在公司的办公室里做，可以在呼叫中心做，也可以在家裡做。可能是一人透過電話發音，也可能只是一段录制好的声音自動撥放，这种方式通常叫做自动电话销售，或者自动呼叫。
一个有效的电话销售步骤通常包括两个或者更多的呼叫。第一次呼叫（或者几次呼叫）来获取用户的需求，最后的呼叫（也可能是多个）来鼓动客户作出购买。

## 否定的声音和批评
电话销售的消极方面是经常和各种诡计和诈骗联系在一起，比如層壓式推銷、价格不合理的劣質貨品或假货，亦有電話營銷者頻密致電目標顧客，令對方感到滋擾。

## 制约
电话销售通常会受到消费者隐私和保护相关的规定和立法的制约。

## 技术
- Private Branch eXchange
- Asterisk (PBX)